# Cayo Guadalupe
Cayo Guadalupe Zunzarren (Tarazona, c. 1874-Barcelona, 1927) fue un pintor español, dedicado a la pintura de flores.

## Biografía
Natural de la localidad zaragozana de Tarazona, donde habría nacido hacia 1874, era descrito como un «pintor delicadísimo de naturalezas en silencio y de flores» o como «un buen pintor de flores y frutas». Falleció en Barcelona en enero de 1927, el día 5.